# Celio Film
La Celio Film fu una casa di produzione cinematografica italiana attiva all'epoca del muto.

## Storia
Fu fondata a Roma il 15 marzo 1912 come Società Celio Film da tre soci, l'avvocato Gioacchino Mecheri, il marchese Alberto Del Gallo di Roccagiovane e il regista Baldassarre Negroni, con capitale sociale di lire 100.000. Il nome della casa trasse origine dall'omonimo colle romano, ossia il Celio, dove sorsero sede e teatri di posa in via SS. Giovanni e Paolo 8 (trasferiti successivamente in una villa del marchese di Roccagiovane vicina al giardino zoologico). Nell'estate di quello stesso anno la ditta venne trasformata in una società anonima per azioni.
Negroni, che nella casa assunse il ruolo di direttore artistico, fu, assieme a Maurizio Rava, il principale regista della casa fino al 1914 (anno in cui passò alla Milano Films). Alla sua costituzione vennero scritturati attori come Francesca Bertini, Emilio Ghione, Alberto Collo, che furono interpreti nel primo film prodotto dalla Celio dal titolo L'avvoltoio.
Tra i primi collaboratori invece, vi furono un giovane Augusto Genina che fornì alcuni soggetti alle prime produzioni della Celio, e gli operatori Giorgino Ricci e Renato Bini.
Nel 1913 la Celio Film passò sotto il controllo della Cines, della quale divenne succursale. Nello stesso anno produsse L’Histoire d’un Pierrot per conto dell'Italica Ars, diretto da Negroni, che vide come protagonisti la Bertini, Ghione, Collo e Leda Gys e che ebbe un notevole successo internazionale.
Negli anni successivi altre importanti personalità artistiche ebbero occasione di collaborare con la Celio, come i registi Ivo Illuminati, Mario Bonnard e Carmine Gallone;  gli attori André Habay, Carlo Benetti, Ettore Petrolini e Mario Ferrari; le attrici Maria Jacobini, Mary Cleo Tarlarini e Ninì Dinelli.
Entrata a far parte dell'Unione Cinematografica Italiana nel 1919, le attività della Celio durarono fino al 1920, poiché il Comune demolì il suo teatro di posa dopo averne rivendicato la proprietà.

## Elenco parziale delle produzioni
- L'avvoltoio (1912)
- Lagrime e sorrisi (1912)
- Panne d'auto (1912)
- Tragico amore (1912)
- Il club delle maschere nere (1913)
- Il veleno delle parole (1913)
- L'ultimo atout (1913)
- La bufera (1913)
- La cricca dorata (1913)
- La donna altrui (1913)
- La maestrina (1913)
- La terra promessa (1913)
- Ninì Verbena (1913)
- Per la sua gioia (1913)
- Tramonto (1913)
- L'Histoire d'un Pierrot (1914)
- Il piccolo cerinaio (1914)
- L'amazzone mascherata (1914)
- L'onestà che uccide (1914)
- L'oro maledetto (1914)
- La fanciulla di Capri (1914)
- La principessa straniera (1914)
- La torre dei fantasmi (1914)
- Sangue blu (1914)
- Ananke (1915)
- I cavalieri moderni (1915)
- Leda innamorata (1915)
- Nella fornace (1915)
- Sotto l'ala della morte (1915)
- Dopo la raffica (1916)
- La corsara (1916)
- La maschera dell'amore (1916)
- La principessa Zoe (1919)
- Mentre il pubblico ride (1919)
- Il fauno di marmo (1920)
- I tre esperimenti di Eliana (1920)
- Il milione (1920)
- L'istitutrice di sei bambine (1920)
- Il rosso e il nero (1920)
- Papà Lebonnard (1920)
- Per un figlio (1920)
- Marcella (1921)